# Chéronvilliers
Chéronvilliers är en kommun i departementet Eure i regionen Normandie i norra Frankrike. Kommunen ligger i kantonen Rugles som tillhör arrondissementet Évreux. År 2022 hade Chéronvilliers 457 invånare.

## Befolkningsutveckling
Antalet invånare i kommunen Chéronvilliers
Referens:INSEE